# Herkules erobert Atlantis
Herkules erobert Atlantis (Originaltitel: Ercole alla conquista di Atlantide) ist ein italienischer Sandalenfilm von Vittorio Cottafavi aus dem Jahr 1961.

## Handlung
Androkles, König von Theben, Herkules, sein Sohn Illo und der treue Timoteus ziehen aus, nachdem Griechenland von einer unheimlichen Macht bedroht wird. Die Galeere, die die Krieger transportiert, kentert und König Androkles wird in das „Gemach des Vergessens“ geführt. Herkules wird auf eine Insel verschlagen, wo er ein Ungeheuer besiegt und Ismene retten kann. Ismene ist die Tochter von Antinea, Königin von Atlantis, zu der sie gelangen. In dem Palast finden sie Androkles. Herkules überlebt mehrere Mordanschläge der Königin und findet in einer Höhle einen magischen Stein, auf den durch das Wirken des Herkules Sonnenlicht fällt, wodurch Kräfte freigesetzt werden, die Atlantis zerstören.

## Kritiken
Das Lexikon des internationalen Films schrieb, der Film sei ein „teuer produziertes Monumentalepos, dessen Aufwand in keinem Verhältnis zum Inhalt“ stehe. Die Inszenierung sei eine „Heldensage im veräußerlichten Comic-Stil.“

„Ein respektloses Drehbuch, Comic-Strip-Episoden, harmlose Gewalt und die auf artifizielle Weise prächtigen Kostüme und Sets vereinigen sich zu einem unterhaltsamen Musterbeispiel für jenen feinen Instinkt, den Cottafavi (…) für diese Art von Kino zu haben scheint.“

„Die Anfangskeilerei der Herkuleskumpane ist so hinreißend inszeniert und mit so wendiger Kamera aufgenommen, daß ich sie dem steifen Pathos in Eisensteins vielgerühmter Schlacht auf dem Peipussee ohne Bedenken vorziehe.“

## Sonstiges
In der Dokumentation Arnold aus dem Jahr 2023 erwähnt Arnold Schwarzenegger, dass er durch diesen Film und besonders durch Reg Parks Rolle so vom Bodybuilding fasziniert war, dass er anfing zu trainieren.